# La Charge de la brigade légère (film, 1936)

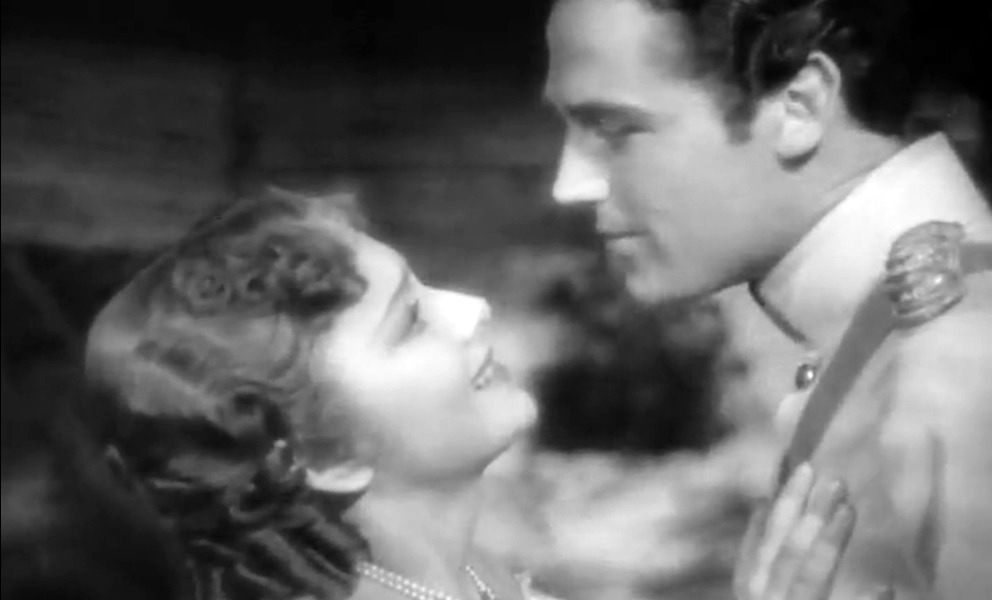
Olivia de Havilland et Patric Knowles

Pour les articles homonymes, voir La Charge de la brigade légère.
Pour plus de détails, voir Fiche technique et Distribution.
La Charge de la brigade légère (The Charge of the Light Brigade) est un film américain réalisé par Michael Curtiz, sorti en 1936.

## Synopsis
Le film s'inspire très librement de la charge de la brigade légère durant la guerre de Crimée, en transposant le récit en Inde durant la révolte des cipayes en 1857.

## Fiche technique
- Titre original : The Charge of the Light Brigade
- Titre français : La Charge de la brigade légère
- Réalisation : Michael Curtiz
- Scénario : Michel Jacoby et Rowland Leigh d'après une histoire de Michel Jacoby et un poème The Charge of the Light Brigade de Alfred Tennyson
- Dialogues : Stanley Logan
- Direction artistique : John Hughes
- Costumes : Milo Anderson
- Photographie : Sol Polito
- Montage : George Amy
- Musique : Max Steiner
- Production : Samuel Bischoff (producteur associé), Hal B. Wallis (producteur exécutif) et Jack L. Warner (producteur exécutif) non crédités
- Société de production et de distribution : Warner Bros. Pictures
- Budget : 1 200 000 $ (record pour l'époque)[1]
- Pays d'origine :  États-Unis
- Format : Noir et blanc - 35 mm - 1,37:1 - Son mono
- Genre : Film d'aventure
- Langue : anglais
- Durée : 115 minutes
- Dates de sortie : 
  -  États-Unis : 20 octobre 1936
  -  France : 25 décembre 1936

## Distribution
Remarque : entre parenthèses, le second doublage réalisé en 1948
- Errol Flynn (VF : Roland Ménard) : Major Geoffrey Vickers, un jeune et brillant officier du 27e Lanciers
- Olivia de Havilland (VF : Mony Dalmès) : Elsa Campbell, sa fiancée, la fille d'un colonel
- Patric Knowles (VF : René Arrieu) : Capitaine Perry Vickers, le frère de Geoffrey
- Henry Stephenson (VF : Jacques Berlioz) : Sir Charles Macefield
- Nigel Bruce (VF : Raymond Rognoni) : Sir Benjamin Warrenton
- Donald Crisp (VF : Abel Jacquin) : Colonel Campbell, le père d'Elsa
- David Niven (VF : Jean-François Laley) : Capitaine James Randall
- C. Henry Gordon (VF : Claude Péran) : Surat Khan, l'émir des Indes qui conclut une alliance secrète avec la Russie
- G.P. Huntley : Major Jowett
- Robert Barrat (VF : Pierre Morin) : Comte Igor Volonoff
- Spring Byington : Lady Octavia Warrenton
- E. E. Clive (VF : Camille Guérini) : Sir Humphrey Harcourt
- J. Carrol Naish : Subahdar-Major Puran Singh
- Walter Holbrook (VF : Michel André) : l'officier de cavalerie Charles Barclay
- Princess Baba : la mère de Prema
- Charles Sedgwick : l'officier de cavalerie Lawrence Pearson
- Scotty Beckett : Prema Singh
- George Regas : Wazir
- Helen Sanborn : Mme Jowett

Acteurs non crédités
- Jimmy Aubrey : l'ordonnance
- Charles Croker-King (VF : Richard Francœur) : Lord Cardigan
- Jack Curtis : un cipaye
- Lumsden Hare : Colonel Woodward
- Holmes Herbert : Général O'Neill
- Brandon Hurst (VF : Jean Clarens) : Lord Raglan
- Boyd Irwin (VF : Jean-Henri Chambois) : Général Dunbar
- Crauford Kent : Capitaine Brown
- Lal Chand Mehra : un cipaye
- Georges Renavent (VF : Jean-Henri Chambois) : Général Canrobert
- Michael Visaroff : Général russe

## Autour du film
Un remake a été tourné en 1968 par Tony Richardson avec Trevor Howard, Vanessa Redgrave et David Hemmings qui rétablit le lieu du récit en Crimée et non en Inde.
Le metteur en scène Michael Curtiz, d'origine hongroise, avait un anglais approximatif, et demanda que l'on amène les « chevaux vides » ( « Bring on the empty horses ») au lieu des chevaux sans cavaliers. Le terme « Bring on the empty horses » servit de titre à un ouvrage de l'acteur David Niven.
Pour la scène de la charge, des fils de fer furent tendus pour provoquer les chutes des chevaux. Une douzaine de ceux-ci durent alors être abattus. Ce traitement fit scandale et motiva le congrès des États-Unis à s'occuper de la sécurité des animaux sur les tournages, tandis que l'ASPCA publia des directives interdisant cette utilisation des fils de fer. Le film fut également le seul blockbuster d'Errol Flynn à ne pas être ressorti par les frères Warner.
Les images du film apparaissent dans le clip du morceau The Trooper du groupe de heavy metal britannique Iron Maiden en 1983.

### Ouvrages généraux
- Jean-Marc Bouineau, Le petit livre du film d'aventure, Paris, Spartorange, 1995, 128 p. (ISBN 978-2-9506-1125-3).
- Gérard Devillers et Marceau Devillers, Anthologie du Cinéma, tome V : Errol Flynn, Paris, L'Avant-scène Cinéma, 1970, p. 337-392.

### Monographies
- René Noizet, Tous les chemins mènent à Hollywood : Michael Curtiz, Paris, L'Harmattan, 1997, 383 p. (ISBN 2-7384-5667-7 et 978-2738-45667-0), p. 191-193.
- (en) Tony Thomas, Rudy Behlmer et Clifford McCarty, The Films of Errol Flynn, Secaucus, New Jersey, The Citadel Press, 1969, 221 p. (ISBN 0-8065-0237-1), p. 44-50.